# سيباستيان سانسوني
سيباستيان سانسوني (بالفرنسية: Sébastien Sansoni)‏ هو لاعب كرة قدم فرنسي في مركز قلب الدفاع، ولد في 30 يناير 1978 في هييريس في فرنسا. لعب مع إثنيكوس وفيتيسه آرنهم ومكابي بتاح تكفا ونادي إستر ونادي خيمكي ونادي شاتورو ونادي مارتيغ ونادي نوشاتل زاماكس.

## وصلات خارجية
- سيباستيان سانسوني على موقع قاعدة بيانات كرة القدم.إي يو (الإنجليزية)
- سيباستيان سانسوني على موقع Soccerway.com (الإنجليزية)